# Hrabstwo Stephens (Teksas)

Piramida wieku hrabstwa

Hrabstwo Stephens – hrabstwo położone w USA, w północno–środkowym Teksasie. Utworzone w 1858 r. Według danych z 2023 liczy 9343 mieszkańców (w tym 45,3% stanowiły kobiety). Siedzibą hrabstwa jest miasteczko Breckenridge, które skupia większość populacji hrabstwa.

## Geografia
Według danych amerykańskiego Biura Spisów Ludności (U.S. Census Bureau), hrabstwo zajmuje powierzchnię 2387 km², z czego 2322 km² stanowią lądy, a 65 km² (2,7%) stanowią wody. W hrabstwie znajdują się, jeziora: Hubbard Creek Reservoir, Lake Daniel i Possum Kingdom Lake.

## Sąsiednie hrabstwa
- Hrabstwo Young (północ)
- Hrabstwo Palo Pinto (wschód)
- Hrabstwo Eastland (południe)
- Hrabstwo Shackelford (zachód)
- Hrabstwo Throckmorton (północny zachód)

## Gospodarka
- wydobycie ropy naftowej i gazu ziemnego[3]
- produkcja i budownictwo (20% zatrudnionych)[4]
- usługi edukacyjne i zdrowotne (20% zatrudnionych)[4]
- uprawa soi, warzyw i kukurydzy[5]
- niewielkie hodowle drobiu i bydła[5].

## Demografia
Według danych pięcioletnich z 2023 roku, mieszkańcy deklarują głównie pochodzenie meksykańskie (23,2%), niemieckie (11,8%), irlandzkie (11,7%), mieszane (11,6%), „amerykańskie” (11,2%), angielskie (7,6%) i afroamerykańskie (3,2%).

## Religia
Zdecydowana większość mieszkańców to ewangelikalni protestanci (około 70% deklaruje członkostwo). 10,7% wyznaje katolicyzm i 1,2% to świadkowie Jehowy (dane z 2020).